# Sirius-patruljen
Sirius-patruljen (Officielt: Slædepatruljen SIRIUS) er Danmarks militære tilstedeværelse i den ubeboede Grønlands Nationalpark, der dækker hele Nordøstgrønland.
Patruljen er en lille dansk militær specialenhed underlagt Arktisk Kommando, der patruljerer med hundeslæde i Nordøstgrønland.
Formålet er at håndhæve dansk suverænitet og overvåge den 16.000 km lange, ubeboede kyststrækning.
Patruljen består af 12 mand og ca. 69 hunde. 
I vinterhalvåret patruljeres det enorme område med hundeslæde og om sommeren på fjordene med kutter. Patruljen har hovedbase på Daneborg (se kort), som er placeret på sydsiden af Wollaston Forland i Nordøstgrønland.

## Formål
Hovedformålet med patruljeringen er at opretholde dansk suverænitet i Nordøstgrønland. Patruljen har Politimyndighed og sørger derfor også for at kontrollere ekspeditioner og anden tilstedeværelse i området.

## Historie
Efter Konflikten om Østgrønland bestemte Den Internationale Domstol i Haag i 1933, at Danmark skulle vise vilje og evne til at være til stede i hele Nordøstgrønland, for at det kunne blive ved med at høre under det danske rigsfællesskab.
Den 24. januar 1968 omkom oversergent Paul Erik Mortensen fra Sirius-patruljen under en snestorm tæt ved Daneborg, fordi han for vild. Dette er den eneste soldat i Sirius-patruljen, som er omkommet i tjenesten.
I 2000 deltog en del af Sirius-patruljen i Ekspedition Sirius 2000 for at markere 50-året for Sirius-patruljens grundlæggelse. Med på ekspeditionen var kronprins Frederik og et kamerahold, der dokumenterede turen.

## Slæderejserne
Patruljeringen med slæde er delt i to perioder. Afhængigt af hvornår isen bliver tyk nok, starter efterårets patrulje i november og varer til omkring den 22. december. Solen går ned for sidste gang i begyndelsen af november, og i det tiltagende mørke bliver vinterens storme tiltagende i styrke og frekvens. At nå hjem før jul er derfor ikke altid muligt for medlemmer af patruljen, men alle kræfter sættes ind for en samlet jul på Daneborg. I slutningen af januar, når vejret har stabiliseret sig, og solen kommer tilbage, begynder de lange ture, der varer til juni, hvor isen begynder at bryde op og bevæge sig sydover. I løbet af denne tid dækker slædepatruljen en stor del af kystlinjen, og indenfor en periode af tre eller fire år vil patruljen have været igennem hele patruljeområdet.
Patruljeringen foretages af 12 mand ("fupper"), der hver gør tjeneste i patruljen i to år ad gangen. De to år er kun afbrudt af et tandeftersyn på Island, der varer ca. to uger og sker efter et år. Opsparet ferie og frihed afvikles således først efter hjemkomst til Danmark.
Halvdelen af patruljen udskiftes hvert år om sommeren, så halvdelen er "nye", og den anden halvdel er "gamle" med et års erfaring. 
De 12 mand deler sig i fem slædehold med en "ny" og en "gammel" "fup" samt et hold, der bliver tilbage på Daneborg,  hvor de koordinerer patruljeringen og holder stationens landingsbane fri for is og sne. Holdet, der bliver tilbage på stationen, er i daglig radiokontakt med patruljerne og med AKO i Nuuk samt VFK i Danmark.

## Rekruttering og uddannelse
Frivillige til Sirius-patruljen skal have afsluttet deres værnepligt. Efter optagelsesprøver ved Forsvarets Rekruttering (FVR) optages syv mand til efterfølgende kurser i Danmark og udlandet. Kun seks af de syv sendes efter endt uddannelse til Grønland. Uddannelsesforløbet varer cirka 7 måneder fra start til slut.
Der undervises bl.a. i:
- Arktisk overlevelse (i Norge eller Grønland)
- Skydning (Med 10 mm Glock og jagtriffel)
- Sprængning
- Motorlære
- Fjernkending
- Røgdykning
- Signaltjeneste
- Førstehjælp
- Traktor
- Syning
- Madlavning
- Truckcertifikat
- Desarmering af bomber

## Sammenkomster
Tidligere deltagere i Sirius-patruljen mødes hvert år 12. december 12:00 i Hviids Vinstue på Kongens Nytorv.

## Ekstern kilde/henvisning
- Sirius på forsvarets hjemmeside
- Slædepatruljen SIRIUS, Mandskabs-fortegnelse 1950-1999 Arkiveret 8. september 2008 hos  Wayback Machine